# أكيرا كوبو
أكيرا كوبو (باليابانية: 久保明) هو ممثل ياباني، ولد في 1 ديسمبر 1936 بطوكيو في اليابان.

## وصلات خارجية
- أكيرا كوبو على موقع IMDb (الإنجليزية)
- أكيرا كوبو على موقع ألو سيني (الفرنسية)
- أكيرا كوبو على موقع أول موفي (الإنجليزية)
- أكيرا كوبو على موقع قاعدة بيانات الأفلام السويدية (السويدية)
- أكيرا كوبو على موقع قاعدة بيانات الفيلم (الإنجليزية)
- أكيرا كوبو على موقع كينوبويسك (الروسية)